# Johann Philipp Lamberg
Johann Philipp Graf von Lamberg (ur. 25 maja 1652, Wiedeń  – zm. 30 października 1712, Ratyzbona) – niemiecki duchowny i austriacki dyplomata, kardynał. 

## Życiorys
Był biskupem Pasawy. 
Wraz z nuncjuszem papieskim Gianantoniem Davią przeprowadził egzamin z wiary katolickiej dla Fryderyka Augusta I (późniejszego Augusta II Mocnego), elektora saskiego z dynastii Wettynów, podczas konwersji tego władcy na katolicyzm, dopełnionej 2 czerwca 1697 w zamku Rauhenstein w Baden pod Wiedniem w ramach starań o tron Rzeczypospolitej Obojga Narodów. Odegrał następnie istotną rolę podczas elekcji Fryderyka Augusta, rozstrzygniętej w tym samym roku na drodze faktów dokonanych.
Od 1700 kardynał. W latach 1701–1712 był wysłannikiem Austrii na Sejm Rzeszy w Ratyzbonie. 
Jego bratankiem był hrabia Johann Anton Lamberg (1677-1708).